# La Hormiga, Michoacán
La Hormiga är en ort i Mexiko.   Den ligger i kommunen Maravatío och delstaten Michoacán de Ocampo, i den sydöstra delen av landet, 130 km väster om huvudstaden Mexico City. La Hormiga ligger 2 075 meter över havet och antalet invånare är 133.
Terrängen runt La Hormiga är kuperad. Runt La Hormiga är det ganska tätbefolkat, med 96 invånare per kvadratkilometer. Närmaste större samhälle är Maravatío, 14,5 km väster om La Hormiga. I omgivningarna runt La Hormiga växer huvudsakligen savannskog.